# Obrazovanje u Švedskoj
Obrazovanje u Švedskoj je obvezno za svu djecu u dobi između 7. i 16. rođendana. Školska godina u Švedskoj traje od sredine/kraja kolovoza do početka/sredine lipnja. Božićni odmor od sredine prosinca do početka siječnja dijeli švedsku školsku godine u dva dijela. Školovanje kod kuće strogo nadzire vlada i vrlo je ograničeno.
U dobi od jedne godine, djeca mogu biti primljena u malu školu (švedski:förskola). Predškolske ustanove pomažu osigurati okruženje, koje stimulira dječji razvoj i učenje i omogućuje roditeljima, da kombiniraju roditeljstvo s poslom ili studijem. Godinu dana prije obvezne osnovne škole, sva djeca dobivaju mjesto u predškolskom razredu (švedski: förskoleklass), koji kombinira pedagoške metode u maloj školi s onima iz osnovne škole. U dobi između 6./7. godine života i 15./16. godine, djeca pohađaju obaveznu osnovnu školu, podijeljenu u tri faze. Velika je većina škola u Švedskoj u nadležnosti lokalne uprave, ali postoje i samostalne i javno financirane škole, poznate kao "slobodne škole". Odgoj u takvim školama, većinom je vrlo sličan kao i u drugim školama, uz neke dodatne programe. Nekolicina internata, poznatih kao "privatne škole", financira se privatno plaćanjem školarina.
Godine 2008., statistike su pokazale, da su od Šveđana u dobi od 25-64 godine, 15% njih završili samo osnovnu školu (kao najvišu razinu postignuća), 46% ima samo srednjoškolsko obrazovanje, 14% fakultetsko obrazovanje u trajanju manjem od 3 godine, a 22% fakultetsko obrazovanja u trajanju od 3 ili više godina. Žene su bolje obrazovane od muškaraca (26% žena prema 19% muškaraca ima fakultetsko obrazovanje od 3 ili više godina). Prema PISA istraživanju iz 2006., Švedska je 22. mjestu u svijetu po razini obrazovanja među mladima (Hrvatska je 26.)